# Gandrange
Gandrange (fràncic lorenès Guedléng) és un municipi francès situat al departament del Mosel·la i a la regió del Gran Est. L'any 2007 tenia 2.634 habitants.

## Demografia

### Població
El 2007 la població de fet de Gandrange era de 2.634 persones. Hi havia 964 famílies, de les quals 184 eren unipersonals (77 homes vivint sols i 107 dones vivint soles), 276 parelles sense fills, 434 parelles amb fills i 70 famílies monoparentals amb fills.
La població ha evolucionat segons el següent gràfic:
Habitants censats

### Habitatges
El 2007 hi havia 1.030 habitatges, 989 eren l'habitatge principal de la família, 3 eren segones residències i 39 estaven desocupats. 762 eren cases i 267 eren apartaments. Dels 989 habitatges principals, 745 estaven ocupats pels seus propietaris, 234 estaven llogats i ocupats pels llogaters i 10 estaven cedits a títol gratuït; 1 tenia una cambra, 33 en tenien dues, 161 en tenien tres, 233 en tenien quatre i 561 en tenien cinc o més. 842 habitatges disposaven pel capbaix d'una plaça de pàrquing. A 390 habitatges hi havia un automòbil i a 508 n'hi havia dos o més.

### Piràmide de població
La piràmide de població per edats i sexe el 2009 era:
| Homes | Edats   | Dones |
| ----- | ------- | ----- |
| 0     | 95 o +  | 4     |
| 0     | 90 a 94 | 5     |
| 12    | 85 a 89 | 9     |
| 12    | 80 a 84 | 4     |
| 20    | 75 a 79 | 34    |
| 55    | 70 a 74 | 56    |
| 96    | 65 a 69 | 63    |
| 59    | 60 a 64 | 114   |
| 55    | 55 a 59 | 54    |
| 36    | 50 a 54 | 65    |
| 91    | 45 a 49 | 59    |
| 78    | 40 a 44 | 94    |
| 161   | 35 a 39 | 112   |
| 115   | 30 a 34 | 147   |
| 86    | 25 a 29 | 78    |
| 54    | 20 a 24 | 43    |
| 90    | 15 a 19 | 76    |
| 102   | 10 a 14 | 91    |
| 102   | 5 a 9   | 113   |
| 57    | 0 a 4   | 85    |

## Economia
El 2007 la població en edat de treballar era de 1.665 persones, 1.246 eren actives i 419 eren inactives. De les 1.246 persones actives 1.127 estaven ocupades (609 homes i 518 dones) i 118 estaven aturades (63 homes i 55 dones). De les 419 persones inactives 100 estaven jubilades, 159 estaven estudiant i 160 estaven classificades com a «altres inactius».

### Ingressos
El 2009 a Gandrange hi havia 1.061 unitats fiscals que integraven 2.854 persones, la mediana anual d'ingressos fiscals per persona era de 16.966 €.

### Activitats econòmiques
Dels 82 establiments que hi havia el 2007, 4 eren d'empreses extractives, 1 d'una empresa alimentària, 12 d'empreses de fabricació d'altres productes industrials, 16 d'empreses de construcció, 12 d'empreses de comerç i reparació d'automòbils, 7 d'empreses de transport, 6 d'empreses d'hostatgeria i restauració, 2 d'empreses d'informació i comunicació, 1 d'una empresa financera, 1 d'una empresa de serveis, 9 d'entitats de l'administració pública i 11 d'empreses classificades com a «altres activitats de serveis».
Dels 25 establiments de servei als particulars que hi havia el 2009, 1 era una oficina de correu, 1 autoescola, 2 paletes, 3 guixaires pintors, 2 fusteries, 5 lampisteries, 3 electricistes, 3 perruqueries, 3 restaurants i 2 salons de bellesa.
Dels 3 establiments comercials que hi havia el 2009, 1 era una botiga de més de 120 m², 1 una botiga de menys de 120 m² i 1 una botiga de roba.

## Equipaments sanitaris i escolars
El 2009 hi havia 1 escola maternal i 2 escoles elementals.

## Poblacions més properes
El següent diagrama mostra les poblacions més properes.